# Braniștea, Galați
Branistea là một xã thuộc hạt Galați, România. Dân số thời điểm năm 2002 là 4097 người.